# Capella de la Mare de Déu de la Mercè
La capella de la Mare de Déu de la Mercè, originalment Capella d'en Josep Aguilera, és una església modernista de Ca n'Aguilera, al municipi de Piera (Anoia) inclosa en l'Inventari del Patrimoni Arquitectònic de Catalunya. És obra de l'arquitecte Francesc Berenguer i Mestres, malgrat que els plans van haver de ser signats pel també arquitecte Eduard Maria Balcells i Buïgas.

## Descripció
Interiorment està ben conservada i se'n pot apreciar la  construcció modernista de la qual donen testimoni els arcs parabòlics fets amb totxo vermell. És d'una sola nau amb sostre a dues aigües i campanar d'espadanya.

## Història
El 12 de juny de 1712 s'atorgà llicencia a Josep Aguilera per construir una capella al costat de casa seva. L'església fou restaurada l'any 1910 per ordre de la senyora De Viala, baronessa d'Almenar, obra de l'arquitecte Francesc Berenguer i Mestres. Durant la guerra civil va ésser destruïda i els anys quaranta reconstruïda on es van realitzar una sèrie d'innovacions com varen ésser la repressió de la fusta de les parets i les escales que conduïen a l'altar major. El 1960 es va construir de nou el campanar.